# Quercus undata
Quercus undata är en bokväxtart som beskrevs av William Trelease. Quercus undata ingår i släktet ekar, och familjen bokväxter. IUCN kategoriserar arten globalt som otillräckligt studerad. Inga underarter finns listade i Catalogue of Life.